# 上海市杨浦高级中学
上海市杨浦高级中学（英語：Yangpu Senior High School，简称：杨浦高中、杨高），是位于上海市楊浦區的一所市实验性示范性高中。

## 历史
其创建于1953年，原本是上海市第二師範學校。1960年改為上海工農師範大學。1962年改為楊浦中學。1984年恢復為上海市第二師範學校。1997年又转制为现今学校。2004年，学校成立国际部。2006年9月1日，杨浦高级中学举行国际教育交流中心揭牌仪式。2008年4月18日，上海市教委、上海市知识产权局认定上海市杨浦高级中学、上海外国语大学附属大境中学、南汇区航头学校为“上海市知识产权示范学校”。